# Приказка за цар Салтан
 Тази статия е за поемата на Александър Пушкин.  За операта на Николай Римски-Корсаков вижте Приказка за цар Салтан (опера).  
„Приказка за цар Салтан, за неговия син княз Гвидон и за прекрасната Царкиня-Лебед“ (на руски: Сказка о царе Салта́не, о сыне его славном и могучем богатыре князе Гвидо́не Салта́новиче и о прекрасной царевне Лебеди) е приказка в стихове на руския писател Александър Пушкин.
Написана през 1831 година, тя е издадена през следващата година в сборник стихотворения на Пушкин. Сюжетът е базиран на народни приказки, за които авторът си води записки от средата на 20-те години. В центъра му е синът на цар Салтан, прогонен от дома си в резултат на интриги, който попада на отдалечен остров, среща живеещата там магьосница, с нейна помощ става силен владетел, след което се връща при баща си.
„Приказка за цар Салтан“ има голяма популярност и е предмет на множество илюстрации и екранизации и на известна опера на Николай Римски-Корсаков. На български е издавана в преводи на Ран Босилек (1920) и Тодор Харманджиев (1951).